# Polypore d'hiver
Polyporus brumalis
Espèce
Le polypore d'hiver (Polyporus brumalis) est un champignon agaricomycète du genre Polyporus et de la famille des Polyporaceae.
Le champignon Polyporus brumalis biodégrade le DBP.